# Christian Rub
Christian Rub (ur. 13 kwietnia 1886, zm. 14 kwietnia 1956) – amerykański aktor filmowy pochodzenia niemieckiego.

## Życiorys
Christian Rub urodził się w mieście Pasawa w Niemczech. Był aktorem charakterystycznym. Po raz pierwszy wystąpił w filmie Belle w Nowym Jorku z 1919. Jedną z najbardziej znanych jego ról był głos Gepetta w filmie animowanym Pinokio z 1940.
Zmarł w wieku 70 lat w Santa Barbara w Kalifornii.